# 崔完圭
崔完圭（韓語：최완규，1964年8月18日—），大韓民國電視編劇。1993年，參與MBC最佳劇場的劇本公募，以《無聊的愛情，有趣的電影》入選。

## 經歷
- 2005年－至今：A Story代表作家

## 作品

### 電視劇
- 1994年：MBC《綜合醫院》
- 1996年：MBC《他們的擁抱》
- 1998年：KBS《野望的傳說》
- 1999年：MBC《許浚》
- 2000年：MBC《空軍》
- 2001年：MBC《商道》
- 2003年：SBS《All In》
- 2004年：SBS《走向暴風》
- 2004年：SBS《愛在哈佛》
- 2006年：MBC《朱蒙》
- 2006年：tvN《色慾都會》
- 2007年：SBS《說客》（Creator）
- 2007年：MBC《李祘》（Creator）
- 2008年：SBS《食客》（Creator）
- 2008年：MBC《綜合醫院2》（Creator）
- 2009年：SBS《吞噬太陽》
- 2011年：SBS《Midas》
- 2011年：MBC《光與影》
- 2013年：MBC《龜巖許浚》
- 2014年：MBC《Triangle》
- 2016年：MBC《獄中花》

## 獲獎
- 1994年：第21屆MBC演技大賞－作家賞
- 2000年：MBC演技大賞－電視部門 作家賞
- 2003年：第30屆韓國放送大賞－作家賞
- 2006年：MBC演技大賞－電視部門 功勞賞
- 2007年：第19屆韓國放送製作人賞－電視部門 作家本賞
- 2007年：第43屆百想藝術大賞－電視部門 劇本賞
- 2010年：第1屆首爾文化藝術大賞－戲劇作家部門 大賞

## 外部連結
- NAVER （页面存档备份，存于）